# Interstate 405
Interstate 405 (förkortning: I-405) är en väg, ingående i Interstate Highway System, i Los Angeles området som går parallellt med Interstate 5 (I-5), men längre västerut från Irvine i söder till Sylmar i San Fernando Valley i norr i en vägsträckning på 166,5 kilometer. I den södra delen av sträckningen benämns vägen även som San Diego Freeway.
Vägsträckan har varit fastställd sedan 1964. Vägsträckan har länge varit den hårdast trafikerade i hela USA.
I-405 passerar intill 4 av Los Angeles områdets flygplatser: Van Nuys Airport, Los Angeles International Airport, Long Beach Airport samt John Wayne Airport.

## Bildgalleri

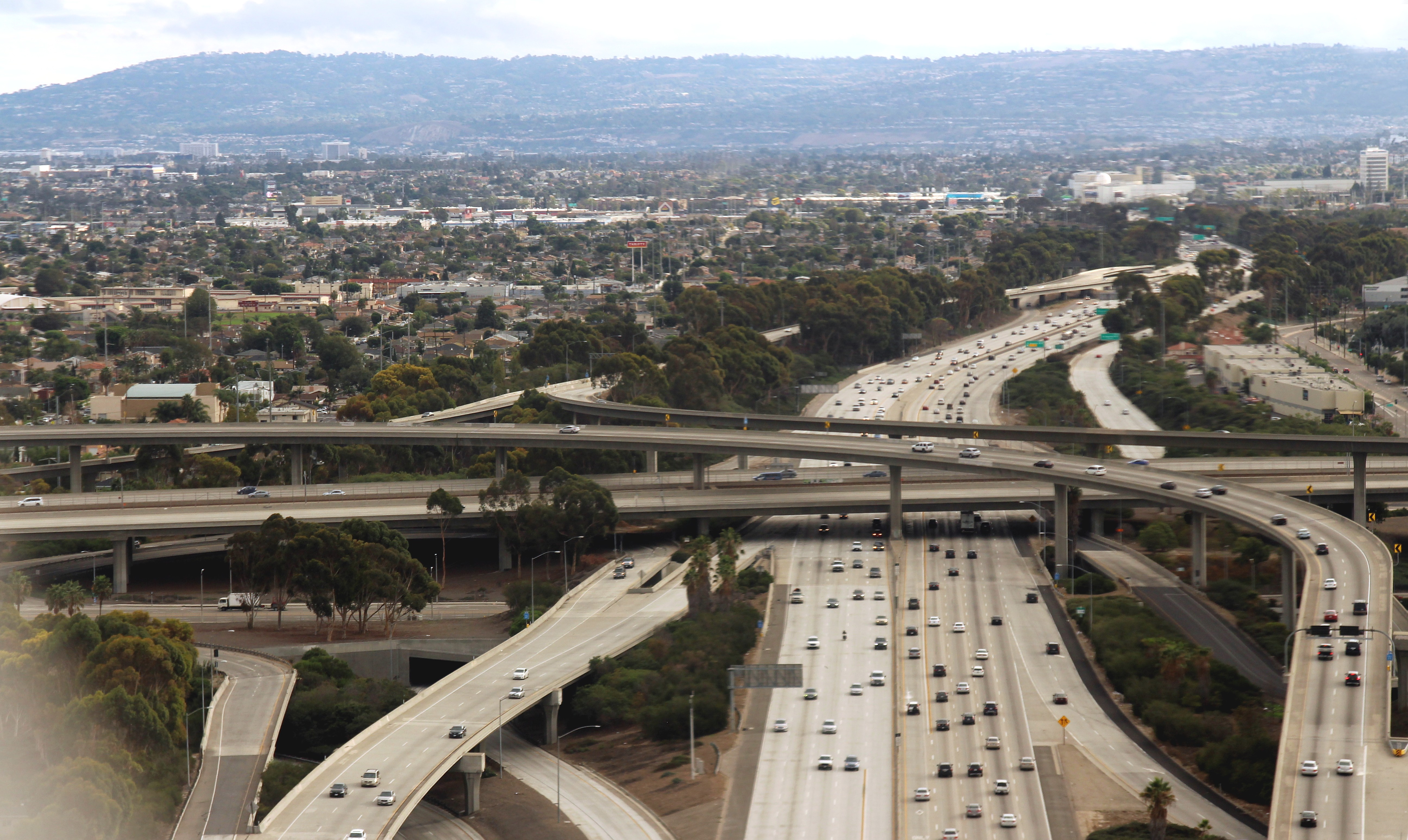
Korsning med U.S. Route 101 i Sherman Oaks.
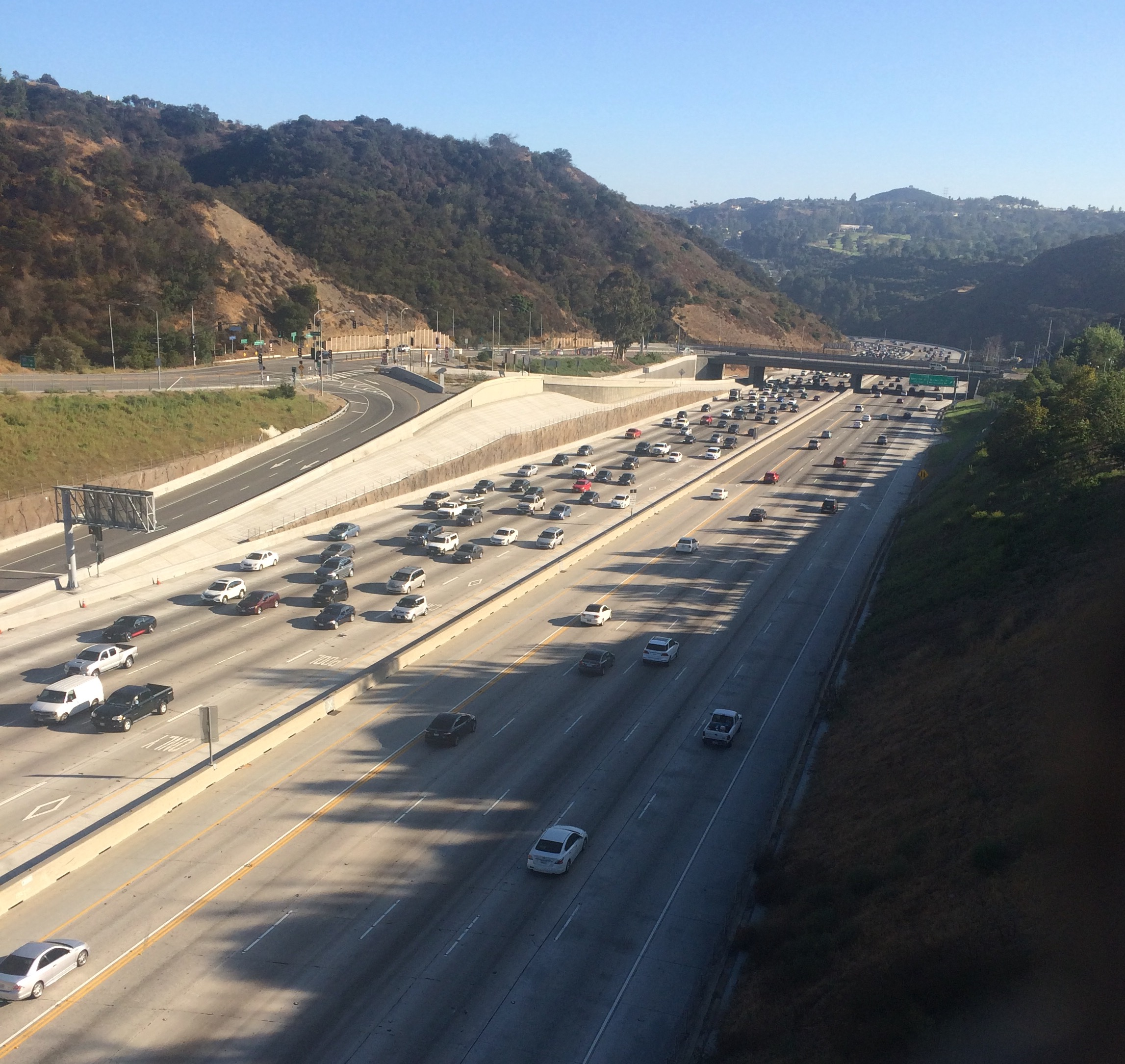
Sepulveda passet genom Santa Monica Mountains tar I-405 från San Fernando Valley till Los Angeles-slätten och vice versa.
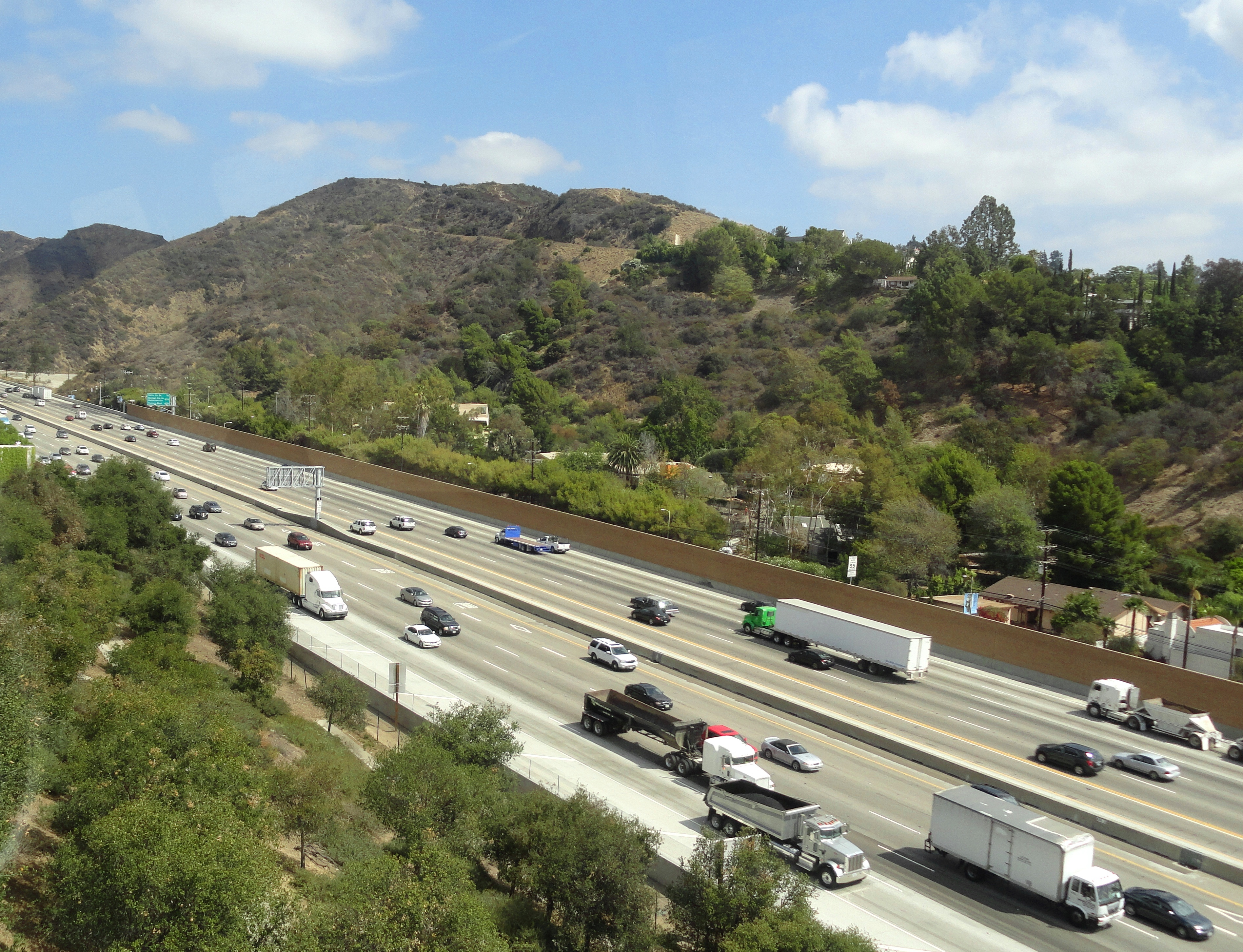
I-405 sedd från Getty Center.
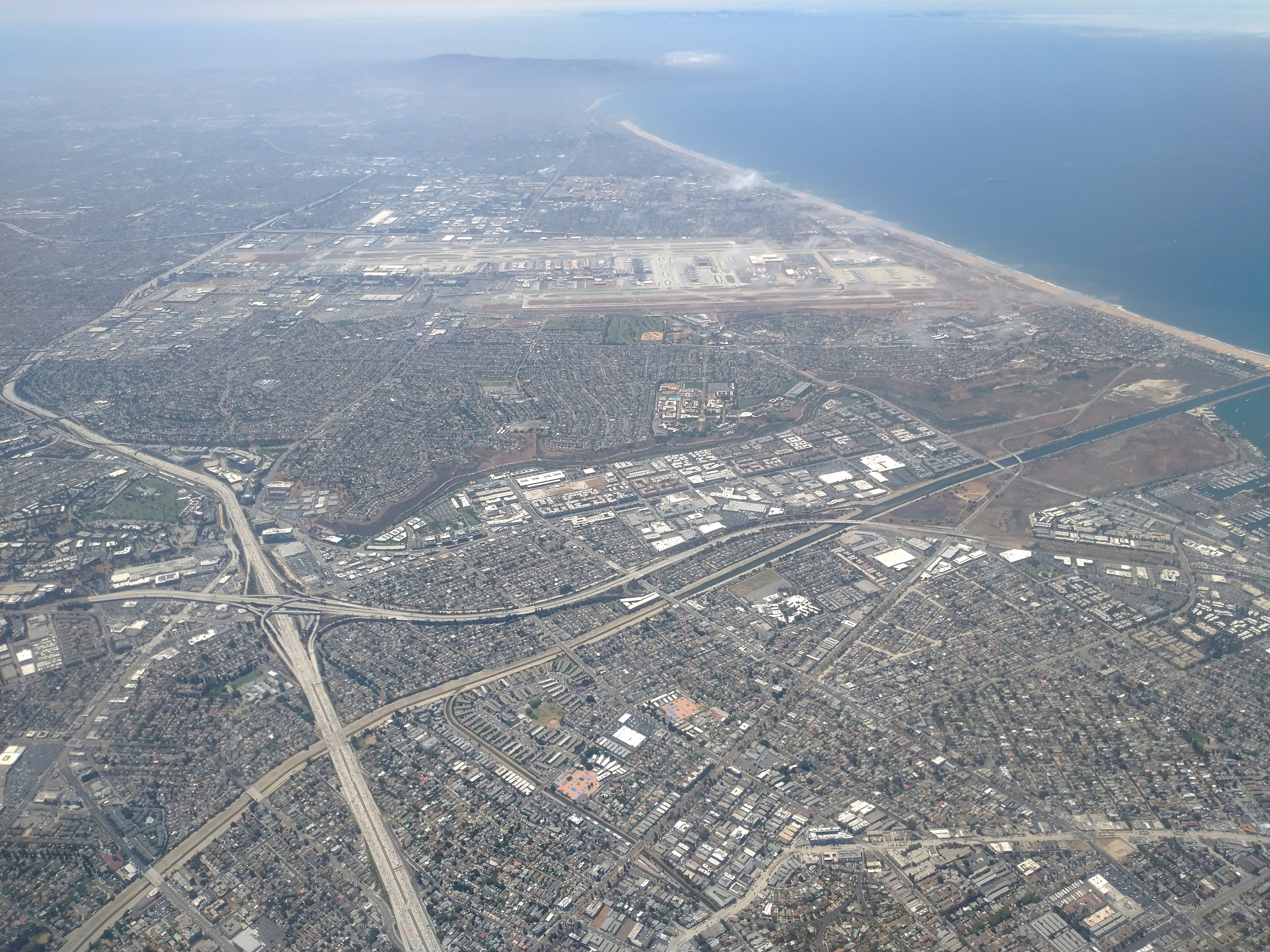
I-405 söderut till vänster i bild.